# إدو مونرو
عدو مونرو (بالإنجليزية: Iddo Munro)‏ ولد بتاريخ 26 مارس 1888 في فيكتوريا، أستراليا، وتوفي في 27 أكتوبر 1980 في ملبورن، كان دراج أسترالي.

## وصلات خارجية
- الموقع الرسمي

## روابط خارجية
- إدو مونرو على موقع أرشيف الدراجات (الإنجليزية)
- إدو مونرو على موقع إحصائيات الدراجات الإحترافية (الإنجليزية)